# Tyler Bey
Tyler Tarik Bey (Las Vegas, 10 febbraio 1998) è un cestista statunitense, di ruolo ala piccola.

## Carriera

### High school
Bey è nato e cresciuto a Las Vegas e ha iniziato a giocare a basket in terza media. Ha giocato per la Las Vegas High School di Sunrise Manor, Nevada, dove ha segnato 17 punti di media, 7,3 rimbalzi e 1,2 assist a partita da junior. Si è trasferito alla Middlebrooks Academy, una scuola di preparazione a Los Angeles, dove ha attirato maggiore interesse dai college della divisione I della NCAA e ha ricevuto offerte di borse di studio da UNLV, San Diego State, Arizona State e Utah. Il 10 settembre 2016, ha scelto di giocare per Colorado.

### College
Da matricola ha ottenuto una media di 6,1 punti e 5,1 rimbalzi a partita, partendo titolare 21 partite su 32. Dopo essere stato messo in panchina in una partita contro Oregon State il 31 gennaio 2019, ha fatto registrare 11 doppie-doppie nelle ultime 16 partite. Ha segnato 27 punti (record personale in carriera) con 10 rimbalzi nella vittoria per 73-51 su Oregon il 3 febbraio. Il 13 febbraio ha segnato 22 punti con 17 rimbalzi quando Colorado ha sconfitto Arizona State per 77-73. Nell'ultima settimana della stagione regolare è stato nominato giocatore della settimana Pac 12. Ha guidato la squadra con 13,6 punti e 9,9 rimbalzi a partita al secondo anno. È stato nominato nella First Team All- Pac 12 ed è diventato il secondo giocatore di Colorado in quattro anni a vincere il premio Most Improved Player della lega.
Ha segnato 16 punti e ha ottenuto un record di sei palle rubate nella vittoria per 69-53 contro UC Irvine il 18 novembre. È stato nominato MVP del torneo dopo aver segnato una media di 14,5 punti a partita e aver portato i Buffaloes alla vittoria su Clemson nel campionato. Al termine della stagione regolare è stato nominato Pac-12 Defensive Player of the Year ed è stato selezionato per la seconda squadra All-Pac-12.  Ha ottenuto una media di 13,8 punti e 9,0 rimbalzi a partita da junior. Dopo la stagione ha dichiarato la sua eleggibilità per il Draft NBA 2020.

### NBA

#### Dallas Mavericks (2020-2021)
Viene scelto al Draft NBA 2020 con la 36ª chiamata dai Dallas Mavericks.

## Statistiche

### NCAA
| Anno    | Squadra            | PG | PT | MP   | TC%  | 3P%  | TL%  | RP  | AP  | PRP | SP  | PP   |
| ------- | ------------------ | -- | -- | ---- | ---- | ---- | ---- | --- | --- | --- | --- | ---- |
| 2017-18 | Colorado Buffaloes | 32 | 21 | 19,7 | 50,3 | 0,0  | 68,5 | 5,1 | 0,5 | 0,6 | 0,7 | 6,1  |
| 2018-19 | Colorado Buffaloes | 36 | 36 | 26,3 | 54,1 | 22,7 | 78,2 | 9,9 | 0,6 | 0,8 | 1,2 | 13,6 |
| 2019-20 | Colorado Buffaloes | 31 | 30 | 29,0 | 53,0 | 41,9 | 74,3 | 9,0 | 1,5 | 1,5 | 1,2 | 13,8 |